# Ninodes
Ninodes is een geslacht van vlinders van de familie spanners (Geometridae), uit de onderfamilie Ennominae.

## Soorten
- N. flavimedia Warren, 1907
- N. scintillans Thierry-Mieg, 1915
- N. splendens Butler, 1878
- N. watanabei Inoue, 1976